# Blan

Blan este o comună în departamentul Tarn din sudul Franței. În 2009 avea o populație de 1.014 de locuitori.

## Evoluția populației
| An        | 1975 | 1982 | 1990 | 1999 | 2006 | 2009  |
| --------- | ---- | ---- | ---- | ---- | ---- | ----- |
| Populație | 515  | 608  | 737  | 749  | 875  | 1.014 |